# Cycle de Doha
Le cycle de Doha ou officiellement Programme de Doha pour le développement est un cycle de négociation qui devait au départ durer trois ans, effectué sous l'égide de l'OMC (Organisation mondiale du commerce).
L'essentiel des négociations de Doha portait sur l'agriculture et sur l'amélioration de l'accès aux marchés des pays riches pour les produits agricoles des pays en développement (PED). Le cycle de Doha, qui s'est conclu sur un échec, les différentes parties n'arrivant pas à s'accorder, incluait cependant un accord sur les ADPIC (aspects des droits de propriété intellectuelle qui touchent au commerce).
Le cycle de Doha démarre à la suite de la conférence de Doha ayant eu lieu du 9 au 13 novembre 2001.

## Le programme de Doha: libéraliser les échanges
D'une durée de trois ans, ce programme prévoit des négociations sur l'amélioration de l'accès aux marchés et sur divers autres défis à relever pour le système commercial :
- Amélioration de l’accès aux marchés pour les pays en développement :
  1. Agriculture : basée sur 3 axes de négociations qui ont été mis en évidence lors de la déclaration commune de la conférence de Doha. Ces 3 axes sont : l'accès aux marchés, la réduction des subventions à l'exportation et une réduction des mesures de soutien interne[1].
  2. Accès aux marchés pour les produits industriels,
  3. Réduction ou élimination des crêtes tarifaires et de la progressivité des droits,
  4. Suppression des autres obstacles non tarifaires,
- Négociations sur les « questions de Singapore »,
- Déclaration sur l’Accord sur les ADPIC sur l'accès des pays en développement aux médicaments,
- Environnement : réduction ou élimination des obstacles tarifaires et non tarifaires visant les biens et services environnementaux.

Il était prévu que les pays pauvres seraient dispensés d'ouvrir leurs marchés, bénéficiant de l'ouverture des marchés des pays plus riches sans réciproque.

## Différentes parties
Il est possible de classer en certains parties différentes, les États ayant négocié au sein de l'OMC sur ces accords, et n'ayant d'ailleurs pas réussi à trouver un accord. D'abord, les États-Unis ; puis le G10 ce qui consiste en une coalition de pays qui militent pour faire reconnaître la diversité et le caractère spécial de l’agriculture (pays importateurs comme le Japon, l'Islande, la Suisse…) ; ensuite, l'Union européenne ; puis le Groupe de Cairns (les gros pays agricoles, Brésil, Argentine, Australie, l'Inde ; en tout, 18 pays réunissant 1/4 de la production agricole mondiale) ; enfin les pays du Tiers-monde y compris G20 et G33 (ou, selon la nomenclature contemporaine, les pays les moins avancés (PMA) et les pays en voie de développement, PVD). L'échec des négociations tient en premier lieu à l'incapacité pour Washington de s'accorder avec Bruxelles, Brasília, Buenos Aires et autres gros pays agricoles, ayant tout à gagner à une libéralisation du marché agricole.

## Histoire
Le cycle de Doha est officiellement lancé le 14 novembre 2001, le lendemain de la conférence de Doha. Lors de cette conférence, la suppression des subventions agricoles à l'exportation est définie, mais pas ses modalités exactes, ce qui induit par la suite des discussions sur le périmètre de ses suppressions.
Les négociations du cycle de Doha sur la question des biens non agricoles ont réellement démarré en 2002, à la suite de plusieurs propositions d'États membres de modalités de réduction des droits de douane selon plusieurs formules avantageant plus ou moins les pays en développement ou les pays développés et avec une ambition de réduction des droits de douane différente selon les propositions. Les premières propositions en matière agricole sont mises sur la table début 2003 seulement, sans succès.
Peu avant la conférence de Cancún, l'Union européenne, le Canada et les États-Unis se sont mis d'accord sur une proposition commune,. À la suite de cette proposition, un groupe de pays en développement propose une contre-proposition demandant une réduction bien plus importante des subventions à l'agriculture notamment des pays développés. Et un autre groupe de pays en développement, notamment de pays africains et caribéens, propose lui une moindre réduction des droits de douane en général que les 2 autres propositions.
Le cycle de Doha est marqué par la conférence de Cancún de 2003, qui s'est terminée par un échec des négociations. La conférence conclut même que les questions dites de Singapour, sur les marchés publics, la concurrence et la protection des investissements ne seront plus abordées par la suite lors du cycle de Doha.
La conférence de Hong-Kong s'est cantonnée à la question du traitement préférentiel envers les pays les moins avancés, de par des divergences trop importantes avant la conférence, pour espérer établir un consensus général durant la conférence. Et même sur la question du traitement préférentiel, la conférence n'a pas débouché sur un accord.
À la suite du désaccord permanent et insoluble entre les différents États, notamment sur la libéralisation de l'agriculture, le cycle de Doha est considéré comme un échec le 24 juillet 2006 par Pascal Lamy, directeur général de l'OMC. Le 28 juillet 2006, les négociations sont officiellement suspendues,.
Cependant, des discussions se poursuivent. En juillet 2006, une nouvelle proposition sur la question agricole est publiée, proposition qui est en 2008 plusieurs fois révisée. À partir de 2007, une proposition sur les biens non agricoles très détaillée est publiée, avec une formule ayant des réductions de droits de douane moins importantes pour les pays en développement, avec une exemption totale pour les pays les moins avancés. En juillet 2008, une conférence en dehors du calendrier prédéfini, qui s'est notamment focalisée sur une tentative de synthèse d'un accord tenant sur une seule page, proposée par Pascal Lamy, mais qui n'a finalement pas débouché sur un consensus. Cette conférence est marquée notamment par les divergences entre les positions des États-Unis et de l'Inde sur la question agricole
Ainsi en 2013, le paquet de Bali est une étape dans la réalisation du programme de ce cycle de Doha.
Initialement prévu pour une durée de trois ans, le cycle de Doha n'a pas pu être conclu du fait de divergences profondes entre les États membres de l'OMC. Parmi les blocages particulièrement saillants, nous pouvons citer :
- Les taux d'ouverture des pays en développement au niveau des droits de douane[17] ;
- Les subventions des pays développés, notamment pour les produits agricoles, accusés de fausser la concurrence et d'empêcher l'accès au marché par les pays en développement[17].

## Critiques
La FAO (Organisation des Nations unies pour l’alimentation et l'agriculture) a déclaré en août 2006 que « l’effondrement des négociations commerciales internationales du cycle de Doha [était] essentiellement dû à une tentative des pays riches, des corporations et des puissants lobbies d’accaparer des avantages sur les marchés agricoles », regrettant en outre que les négociations se soient focalisées sur « le commerce libre, plutôt que sur le commerce équitable ». La FAO ajoute que « le cycle de Doha était sans grand intérêt pour les pays les moins avancés, qui n’ont pratiquement rien obtenu lors des précédentes négociations commerciales sur l’agriculture de l’OMC. Si la réduction des subventions et des droits de douane agricoles par les pays développés se fait dans l’intérêt des pays en développement, elle doit être appliquée dans un cadre qui accroît les revenus de leurs petits agriculteurs et améliore leur sécurité alimentaire » ,. En d'autres termes, la FAO critiquait explicitement l'absence d'intérêt de ces négociations, dites « du développement », pour les pays les moins avancés et les petits agriculteurs.
Le mouvement altermondialiste a critiqué une telle libéralisation, affirmant que ce cycle n'allait qu'aggraver les termes de l'échange entre pays riches et pays pauvres, les PED étant transformés en pays agricoles qui nourrissent les pays du Nord, qui eux-mêmes leur revendraient des produits industriels et des services à forte valeur ajoutée.